# Zapasy na Igrzyskach Boliwaryjskich 1981
Turniej w ramach Igrzysk w Barquisimeto 1981.

## Tabela medalowa
Gospodarz zawodów został zaznaczony kolorem.
| Poz.  | Państwo   |    |    |    | Łącznie |
| ----- | --------- | -- | -- | -- | ------- |
| 1.    | Wenezuela | 11 | 1  | 8  | 19      |
| 2.    | Kolumbia  | 6  | 4  | 6  | 16      |
| 3.    | Panama    | 3  | 10 | 2  | 15      |
| 4.    | Ekwador   | 0  | 5  | 1  | 6       |
| 5.    | Peru      | 0  | 0  | 1  | 1       |
| Razem | Razem     | 20 | 20 | 20 | 60      |

## Wyniki

### W stylu klasycznym
| Waga    | Złoty                  | Srebrny           | Brązowy            |
| ------- | ---------------------- | ----------------- | ------------------ |
| 48 kg   | Raúl de León           | Álvaro Rivera     | Antonio Jiménez    |
| 52 kg   | Diego Rueda            | Julio Batista     | Jesús Cayama       |
| 57 kg   | Alvaro Bonilla         | Galo Legarda      | Alirio Sánchez     |
| 62 kg   | Elio Inojosa           | Antonio Caballero | Jaime Vélez        |
| 68 kg   | Gregorio Flores        | Erick Caballero   | Miguel Ipus        |
| 74 kg   | Juan Figueroa          | Samuel Arroyo     | Sergio Boscan      |
| 82 kg   | Andy Meriño            | Ernesto Sánchez   | Fernando Jaramillo |
| 90 kg   | Evelio de Jesús Suárez | Julio Arce        | Calvin McLean      |
| 100 kg  | Miguel Crespo          | Manuel Caballero  | José Arias         |
| +100 kg | Freddy Phillips        | Félix España      | Ramiro Andrade     |

### W stylu wolnym
| Waga    | Złoty                  | Srebrny         | Brązowy         |
| ------- | ---------------------- | --------------- | --------------- |
| 48 kg   | Álvaro Rivera          | Roberto Sanjur  | Oscar García    |
| 52 kg   | Emiro Márquez          | Diego Rueda     | Iván Valladares |
| 57 kg   | Fredy Ochoa            | Moisés Mendoza  | Alvaro Bonilla  |
| 62 kg   | Antonio Caballero      | William Cherlis | Elio Inojosa    |
| 68 kg   | Erick Caballero        | Iván Bonilla    | Miguel Ipus     |
| 74 kg   | Rafael Meléndez        | Samuel Arroyo   | Juan Figueroa   |
| 82 kg   | Julio Arce             | Ernesto Sánchez | William Patiño  |
| 90 kg   | Evelio de Jesús Suárez | Fernando Lucero | José Arias      |
| 100 kg  | Flavio Quiroz          | Félix España    | Miguel Crespo   |
| +100 kg | José Tovar             | Ramiro Andrade  | René Espinosa   |